# Departamentul Aguie
Departamentul Aguie este un departament din  regiunea Maradi, Niger, cu o populație de 276.938 locuitori (2001).